# Eruguera daurada
L'eruguera daurada (Campochaera sloetii) és una espècie d'ocell de la família dels campefàgids (Campephagidae) i única espècie del gènere Campochaera.

## Descripció
- Fa uns 20 cm de llarg. Bec curt i negre.
- Mascle d'un groc intens amb cua i ales negres i una taca, també negra, des de la part inferior del cap a la superior del pit. Una cella blanca separa el negre de la cara del capell gris.
- Femella amb un groc menys viu, tons verdosos al dors i gris a la cara, gola i part superior del pit.

## Distribució
Habita la selva humida de les terres baixes de Nova Guinea.

## Subespècies
S'han descrit dues subespècies:
- C. s. flaviceps Salvadori, 1879, Sud de Nova Guinea.
- C. s. sloetii (Schlegel, 1866). Oest i nord-oest de Nova Guinea.